# 놀래기

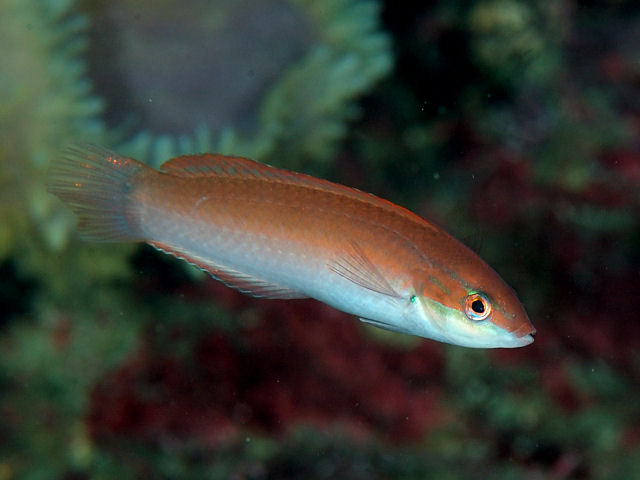

놀래기는 놀래기과에 속하는 물고기로 학명은 Halichoeres tenuispinis이다.

## 특징
몸길이는 20cm 안팎으로 크기·모양·빛깔이 매우 다양하다. 태어날 때에는 모두 암컷이지만, 자라면서 일부가 수컷으로 성전환을 한다. 이러한 과정에서 빛깔과 모양이 완전히 바뀌기도 한다. 먹이는 게, 고둥, 조개 등으로 강한 인두치를 사용하여 단단한 껍데기를 부순다. 한편, 청소놀래기는 큰 물고기의 피부, 아가미, 입 안에 있는 기생충을 쪼아먹는다. 따라서 큰 물고기는 청소놀래기가 들어올 수 있도록 입이나 아가미를 벌려 준다. 산란기는 7-8월이고 밤에는 모래에 몸을 묻고 쉰다.

## 분포
대서양·태평양·인도양의 열대 산호초에 주로 살고 유럽·북아메리카·오스트레일리아·뉴질랜드 외해의 차가운 바다에 사는 것도 있다.